# Parepisparis crenulata
Parepisparis crenulata är en fjärilsart som beskrevs av George Thomas Bethune-Baker 1906. Parepisparis crenulata ingår i släktet Parepisparis och familjen mätare. Inga underarter finns listade i Catalogue of Life.